# St. Peter und Paul (Spaichingen)

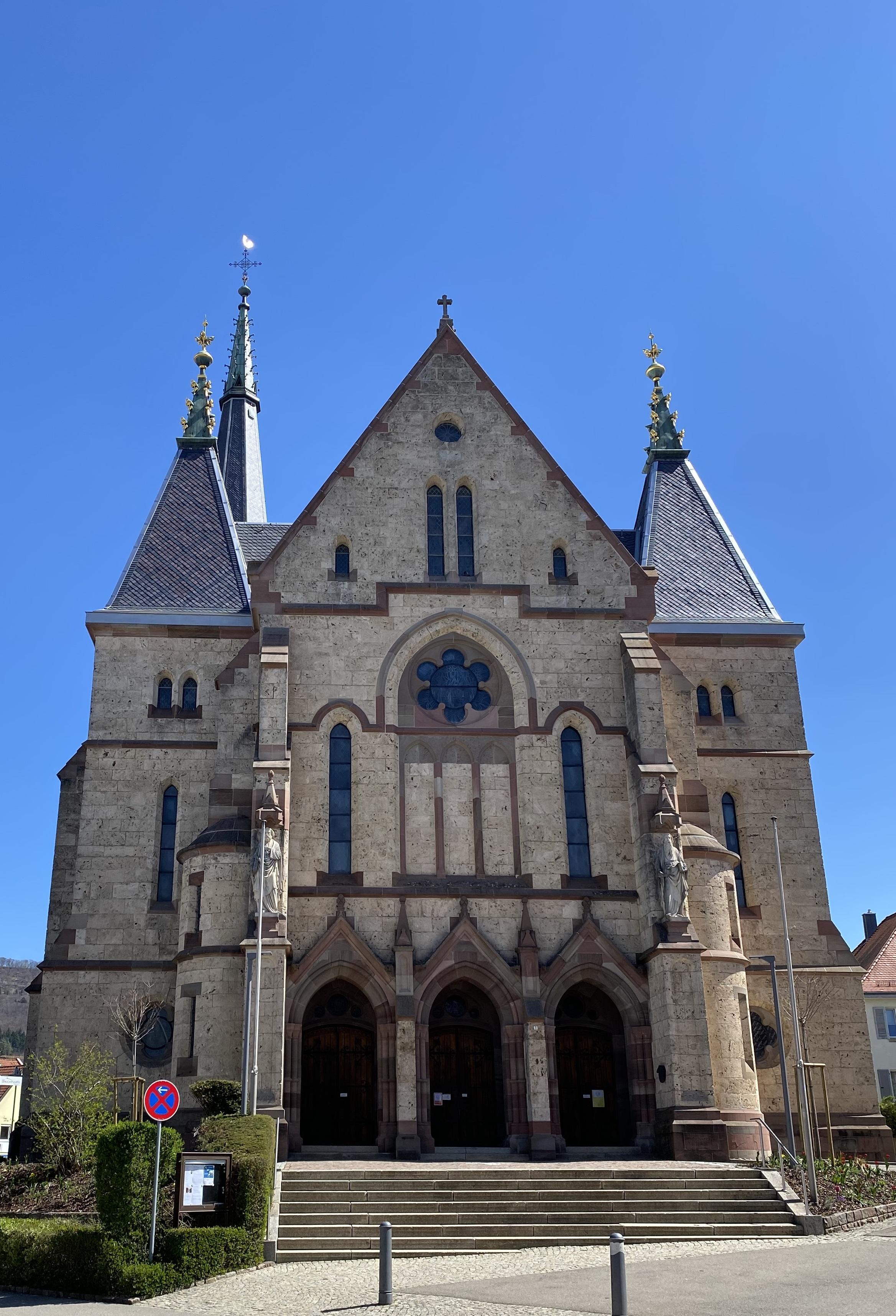
Hauptportal

Die römisch-katholische Stadtpfarrkirche St. Peter und Paul ist die katholische Hauptkirche der Stadt Spaichingen im Landkreis Tuttlingen in Baden-Württemberg. Die Pfarrei gehört zum Dekanat Tuttlingen-Spaichingen in der Diözese Rottenburg-Stuttgart. 

## Geschichte
Die erste urkundliche Erwähnung eines Geistlichen in Spaichingen findet sich im Jahr 1222 in einer Urkunde des Klosters Salem. Das Zehntregister des Bistums Konstanz aus dem Jahr 1275 nennt einen Kirchenvorsteher der Kirche zu Spaichingen, was auf eine bereits bestehende Pfarrkirche schließen lässt. Das Patrozinium Peter und Paul verweist auf eine alte Weihetradition aus der Zeit des romanischen Kirchenbaus und der Klosterreformen von Cluny.
Im Jahr 1455 wurde die Pfarrkirche dem Chorherrenstift St. Moritz in Rottenburg am Neckar inkorporiert. Diese Zugehörigkeit blieb bis zur Säkularisation im Jahr 1806 bestehen. Während des Dreißigjährigen Krieges erlitt Spaichingen erhebliche Zerstörungen. Im Jahr 1633 wurde die Pfarrkirche mitsamt dem Pfarrhaus von schwedischen Truppen niedergebrannt. Nach dem Westfälischen Frieden von 1648 erfolgte der Wiederaufbau mit Unterstützung des Stifts St. Moritz. Aufgrund des Bevölkerungswachstums wurde die Kirche mehrfach erweitert, doch schon im 19. Jahrhundert galt sie als zu klein.
Ein Kirchenneubau wurde ab der Mitte des 19. Jahrhunderts angestrebt und 1898 schließlich begonnen. Die alte Kirche wurde abgebrochen, und unter der Leitung des Stuttgarter Architekten Richard Raisch entstand ein neugotischer Neubau. Die Grundsteinlegung erfolgte am 24. April 1898, die Weihe durch Bischof Paul Wilhelm von Keppler am 22. Oktober 1900.

## Architektur und Ausstattung

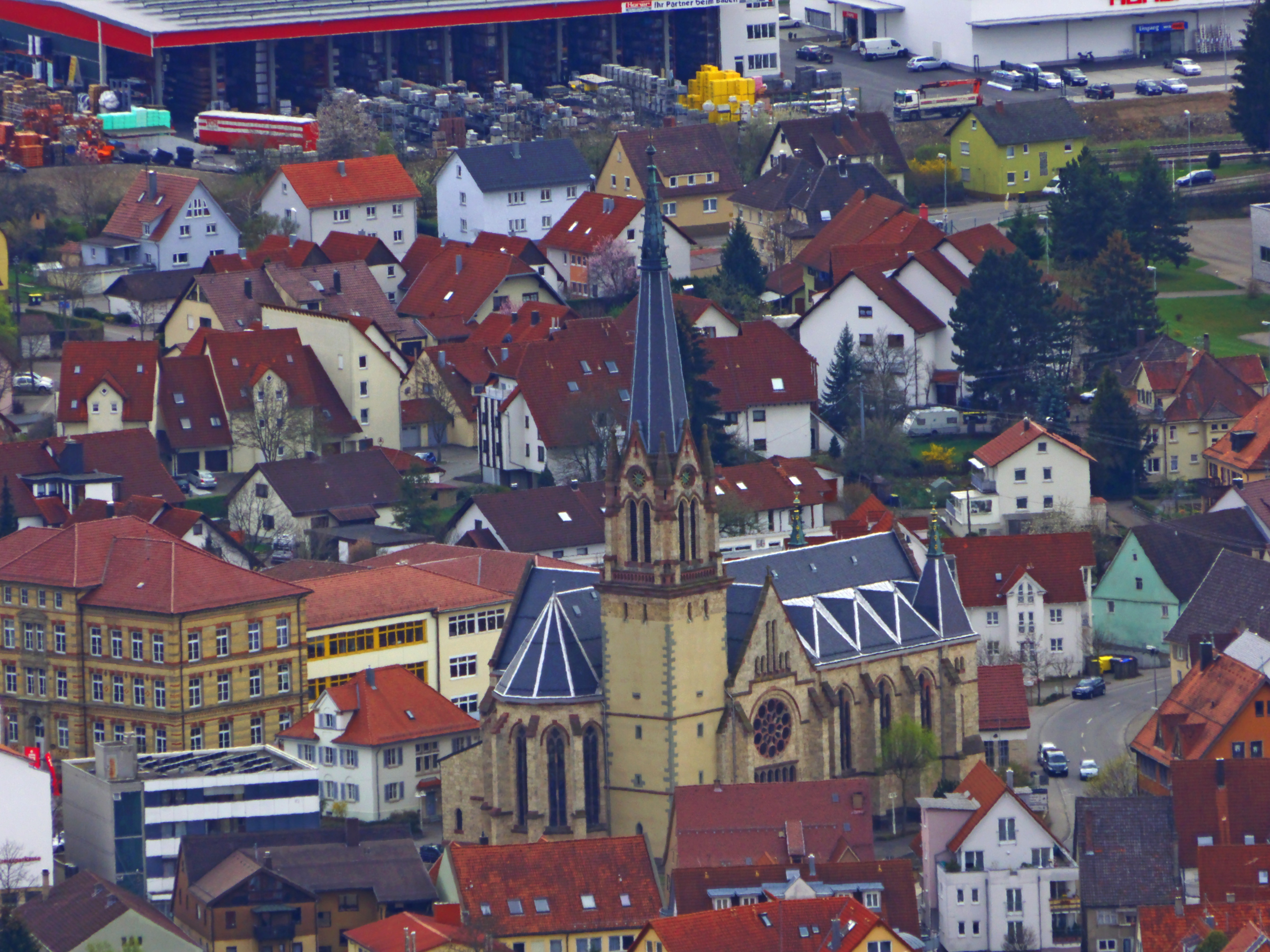
Außenansicht

Die Kirche ist insgesamt 18 Meter breit und 47 Meter lang, davon entfallen 35 Meter auf das Langhaus mit Kreuzgewölbedecke und 12 Meter auf den Chorraum. Der aus dem 13. Jahrhundert stammende gotische Turm der Vorgängerkirche wurde in den Neubau integriert und erreicht mit dem Kreuz eine Höhe von 67,12 Metern. Am Westgiebel und an den Querhausgiebeln befinden sich Rosettenfenster. 
Die ursprüngliche Innenausstattung war vollständig im neugotischen Stil gehalten, diese wurde jedoch bei der Renovierung 1960/61 im Sinne einer zeitgenössisch-schlichten Ästhetik entfernt. In den Jahren 1991/92 wurde das Innere der Kirche erneut renoviert, um ihr mehr Wärme und Atmosphäre zu verleihen.

### Glocken
Die Stadtpfarrkirche verfügt über sechs Glocken unterschiedlicher Herkunft und Tonlagen:
- Theresienglocke (273 kg, Cis’, 1981, Glockengießerei Bachert)
- Franziskusglocke (300 kg, H’, 1899, Glockengießerei Grüninger)
- Michael-Glocke (700 kg, Gis’, 1949, Glockengießerei Bachert)
- Peter-und-Paulsglocke (925 kg, Fis’, 1949, Glockengießerei Bachert)
- Marienglocke (1365 kg, E’, 1949, Glockengießerei Bachert)
- Dreifaltigkeitsglocke (2436 kg, H’, 1963, Glockengießerei Gebhard)

### Altar
Der Hauptaltar wurde vom Künstler Herbert Albrecht aus hellem Jurastein geschaffen. Er besteht aus einem einzigen Steinblock und ruht auf zwölf miteinander verbundenen Säulen, die auf das apostolische Fundament der Kirche (vgl. Epheser 2,20) und auf die zwölf Grundsteine des himmlischen Jerusalem (vgl. Offenbarung 21,12.14) verweisen. Die Gestaltung des Altars nimmt stilistisch das Motiv neugotischer Säulen auf.

### Ambo
Der Ambo, ebenfalls aus Stein gefertigt, erhebt sich auf drei Säulen und erinnert symbolisch an die Dreifaltigkeit sowie an die drei göttlichen Tugenden: Glaube, Hoffnung und Liebe. Er ist als Lesepult gestaltet und näher zu den Kirchenbänken positioniert, um die Nähe zwischen Prediger und Gemeinde zu betonen.

### Kreuz im Chorraum
Das barocke Kruzifix im Chorraum wurde durch eine moderne Rahmung des Künstlers Emil Kiess hervorgehoben. Die Versilberung und Bemalung der Rahmenelemente erinnern an byzantinische Kreuzesdarstellungen. Symbolisch dargestellt ist der „Lebensbaum“, als Zeichen der Auferstehung und des neuen Lebens.

### Tabernakel
Der Tabernakel ruht auf einer Jurasäule und ist mit vergoldeten Türen versehen. An der dahinterliegenden Wand sind von Emil Kiess gemalte Motive von Ähren und Trauben angebracht – Hinweise auf Brot und Wein der Eucharistie. Die Gestaltung nimmt Bezug auf Bibelstellen wie Johannes 12,24 und Johannes 15,1–5. Die große Hostie auf den Tabernakeltüren kann auch als Sonne interpretiert werden – Symbol für Christus als „Licht der Welt“.

### Taufbrunnen
Der Taufbrunnen befindet sich in der Spitze des Chorraums und ist mit fließendem Wasser ausgestattet. Eine Stufe führt zu ihm hinab, was an die frühchristliche Taufpraxis erinnert, bei der Täuflinge symbolisch in den Tod und die Auferstehung Christi eintauchten (vgl. Römer 6,3–4). Seine Position im Zentrum der Gemeinde soll die Bedeutung der Taufe für die Aufnahme in die kirchliche Gemeinschaft unterstreichen.

### Orgel
1900 errichtete die Orgelbaufirma Weigle eine pneumatische Orgel mit 25 Registern auf zwei Manualen und Pedal, die 1915 umgebaut wurde. 1957 errichtete die Orgelbaufirma Späth ein neues Instrument unter Verwendung von Material aus der Weigle-Orgel von 1900.
Wegen technischer Mängel wurde 1994 eine rein mechanische Schleifladen-Orgel mit 42 klingenden Registern auf drei Manualen und Pedal von Mönch Orgelbau neu errichtet, deren Konzept von Guntram Burger und Bernhard Ader stammte. Die Disposition lautet:
| I Rückpositiv C–g3 |                |    |
|                    | Principal      | 8′ |
|                    | Rohrgedeckt    | 8′ |
|                    | Octave         | 4′ |
|                    | Koppelflöte    | 4′ |
|                    | Schwiegel      | 2′ |
|                    | Sesquialter II |    |
|                    | Scharff IV     | 1′ |
|                    | Cromorne       | 8′ |
|                    | Tremulant      |    |

| II Hauptwerk C–g3 |                  |       |
|                   | Bourdon          | 16′   |
|                   | Principal        | 8′    |
|                   | Flûte Harm.      | 8′    |
|                   | Viola da Gamba   | 8′    |
|                   | Lieblich Gedeckt | 8′    |
|                   | Octave           | 4′    |
|                   | Rohrflöte        | 4′    |
|                   | Quinte           | 2 ⁄3′ |
|                   | Superoctave      | 2′    |
|                   | Cornet IV        | 4′    |
|                   | Mixtur IV        | 1 ⁄3′ |
|                   | Dulcian          | 16′   |
|                   | Trompete         | 8′    |

| III Schwellwerk C–g3 |              |       |
|                      | Gedeckt      | 8′    |
|                      | Flûte Trav.  | 8′    |
|                      | Salicional   | 8′    |
|                      | Schwebung    | 8′    |
|                      | Fugara       | 4′    |
|                      | Querflöte    | 4′    |
|                      | Nazard       | 2 ⁄3′ |
|                      | Waldflöte    | 2′    |
|                      | Terz         | 1 ⁄3′ |
|                      | Plein Jeu IV | 2′    |
|                      | Fagott       | 16′   |
|                      | Tromp. Harm. | 8′    |
|                      | Hautbois     | 8′    |
|                      | Clairon      | 4′    |
|                      | Tremulant    |       |

| Pedal C–f1 |                  |         |
|            | Prinzipalbass    | 16′     |
|            | Bourdon          | 16′     |
|            | Quintbass        | 10 2⁄3′ |
|            | Oktavbass        | 8′      |
|            | Viola di Gamba   | 8′      |
|            | Lieblich Gedeckt | 8′      |
|            | Choralbaß        | 4′      |
|            | Posaune          | 16′     |
|            | Dulcian          | 16′     |
|            | Trompete         | 8′      |
|            | Klarine          | 4'′     |

- Koppeln: II/I, III/I, III/II, I/P, II/P, III/P, 4′III/P